# Jean Perrin (musicien)
Pour les articles homonymes, voir Jean Perrin (homonymie) et Perrin.
 (juillet 2024).
Jean Perrin, né à Lausanne le 17 septembre 1920 et mort dans la même ville le 24 septembre 1989, est un musicien, compositeur et bellettrien vaudois.

## Biographie
Jean Perrin, originaire de Vuiteboeuf, commence le piano à huit ans. En 1936, il entre au Conservatoire de Lausanne et poursuit ses études de piano avec Geneviève André-Court. Il obtient un premier diplôme en 1940, puis un diplôme de virtuosité dans la classe de Charles Lassueur en 1942. Il suit des cours de théorie avec Alexandre Denéréaz et des cours d'orchestration avec André-François Marescotti à Genève. De 1943 à 1945, il travaille le piano avec Edwin Fischer à Lucerne et Franz Joseph Hirt à Berne, et remporte le premier prix du concours de Genève en 1945. Parallèlement, il fait des études universitaires à la faculté des lettres de l'Université de Lausanne où il obtient sa licence en 1944. De 1947 à 1948, il s'installe à Paris. Il travaille le piano avec Yves Nat et la composition avec Darius Milhaud et Nadia Boulanger.
En 1949, Jean Perrin est nommé professeur de piano aux conservatoires de Lausanne et de Sion. En parallèle à son enseignement, il fait de la critique musicale. Sur les conseils d'Aloÿs Fornerod, il travaille d'abord comme critique musical à la "Tribune de Lausanne" (1947-1958), puis à la "Gazette de Lausanne" (1958-1977). 
Jean Perrin est surtout connu comme compositeur. Son catalogue comprend plus que 50 œuvres pour piano, musique de chambre, des concertos, des œuvres symphoniques, des musiques vocales et chorales. Un fonds Jean Perrin a été créé à la Bibliothèque cantonale et universitaire de Lausanne.

## Sources
- « Jean Perrin », sur la base de données des personnalités vaudoises sur la plateforme « Patrinum » de la Bibliothèque cantonale et universitaire de Lausanne.
- Livre d'or, Belles-Lettres de Lausanne, 1806-1981, Lausanne, Impr. des Arts et métiers, 1981
- 24 Heures, 2006/04/27 p. 15
- Compositeurs suisses de notre temps, biographies, catalogues d'œuvres avec discographie et bibliographie, Winterthur, Amadeus, 1993, pp. 306-307
- Jean-Louis Matthey, Jean Perrin, Catalogue des œuvres, Lausanne, Bibliothèque cantonale et universitaire, 1982